# Niu Jianfeng
Niu Jianfeng (Hebei, 3 de abril de 1981) é uma mesa-tenista chinesa.

## Carreira
Niu Jianfeng representou seu país nos Jogos Olímpicos de 2004, na qual conquistou a medalha de bronze em duplas.